# Odeja (podjetje)
Odeja, tovarna prešitih odej d.o.o. iz Škofje Loke, je specializirani proizvajalec prešitih izdelkov. Nadaljuje več kot 80-letno tradicijo, povezano s škofjeloško družino Thaler, ki se je leta 1927 začela ukvarjati z ročnim izdelovanjem prešitih odej.

## Zgodovina
Odeja je zrasla iz obrtne delavnice v centru Škofje Loke.
Na začetku so delavke odeje izdelovale ročno, odeje pa so bile polnjene z bombažno vato. Z nakupom prešivalnih strojev in zaposlovanjem novih delavk se je tovarna širila in večala proizvodnjo. Leta 1952 je bilo zaposlenih 23 delavcev, ki so letno izdelali 20.000 odej. Leta 1973 se je Odeja preselila v nove prostore na Trati. Takrat je bilo v Odeji zaposlenih že 130 ljudi.